# 格雷戈里奥·里奇-库尔巴斯托罗
格雷戈里奥·里奇-库尔巴斯托罗（義大利語：Gregorio Ricci Curbastro，1853年1月12日—1925年8月6日），意大利数学家、理论物理学家，张量分析创始人之一。

## 著作
- Ricci-Curbastro, Gregorio, , Verona: Drucker, 1898 （意大利语）[1]